# ムックリ
ムックリ（mukkuri）は、アイヌ民族に伝わる竹製の楽器。口琴と呼ばれる楽器の一種。ムックル（mukkur／十勝・旭川など）、ムック（mukku／沙流）、ムフクナ（muhkuna／樺太）、ムフクン（muhkun／樺太）とも呼ばれるが、ムックリが現在もっとも一般的な名称である。

## 概要

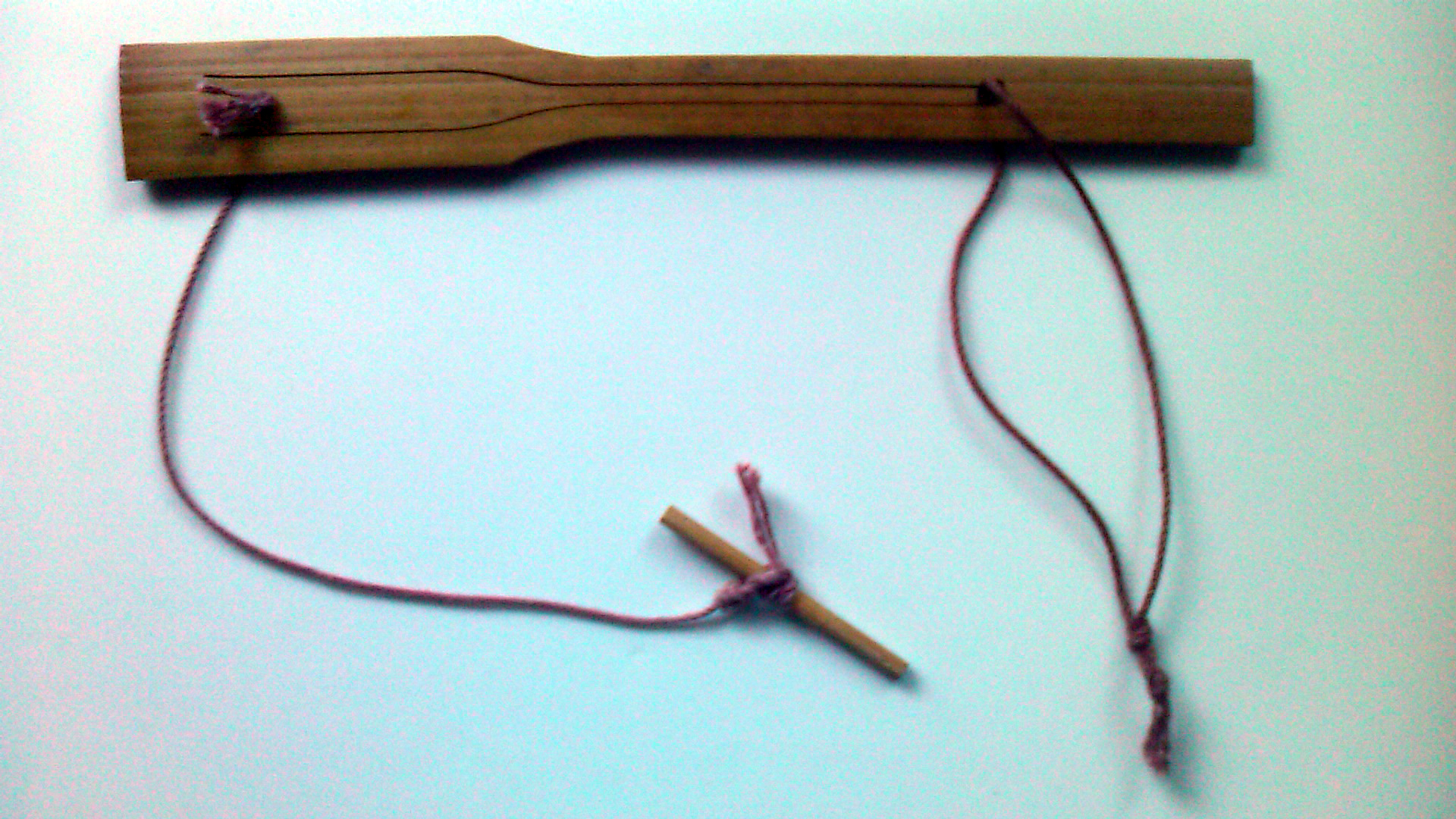
ムックリ。輪になった紐を左手小指に掛けて持ち、もう一方の紐を右手人差し指と中指に挟んで引っ張り、演奏する。

竹製の薄い板（弁）に紐がついており、この紐を引っ張る事で弁を震動させて音を出し、これを口腔に共鳴させる。音程はほとんど一つの音高から変わらないが、口の形を変えることにより共鳴する倍音のフォルマントを変化させて音楽表現とする。
ムックリ演奏の名手としては安東ウメ子（故人、帯広市出身）、日川キヨ（故人、釧路市出身）、弟子シギ子（弟子屈町出身）、遠山サキ（浦河町出身）、床みどり（浦河町出身）、鈴木紀美代（釧路市出身）、ハレダイスケ（札幌市出身）などが挙げられる。
ムックリ製作者としては、鈴木紀美代、ハレダイスケ、諏訪良光（故人）などが挙げられる。
映画『ゴジラ』の音楽で知られる作曲家の伊福部昭は幼少時にアイヌ集落へ頻繁に出入りしていたが（詳しくは伊福部昭の項を参照）、ある時アイヌの少女がムックリを演奏しているのを見て自分も習いたいと申し出たところ、「ムックリは女の演奏する楽器だから駄目だ」と笑われ断られたという。ただし集落によっては必ずしも女性のみといった性別制限の習慣はないものとされる。
これまで比較的容易に入手できた主なアイヌ音楽のCDにはムックリの演奏が入っていないことが多く、従来あまり注目されることがなかったが、最近ではムックリの生み出す頻繁な倍音変化のサウンドがテクノなどに例えられることもあり、若者を中心に愛好家が増えている。
他にアイヌの民族楽器としてはトンコリなどがある。
ムックリは口琴（ジューズハープ）の一種であり、モンゴルなど、世界に類似の楽器が多数ある。また、口腔を利用し倍音を変化させる楽器は他にディジュリドゥなど、声楽表現としてはモンゴル族のホーミーがある。